# Uniwersytet Artystyczny w Charkowie
Uniwersytet Artystyczny im. Iwana Kotlarewskiego w Charkowie, właściwie Narodowy Uniwersytet Artystycznym im. Iwana Kotlarewskiego – ukraińska uczelnia artystyczna założona w 1917 roku w Charkowie, której patronem jest ukraiński poeta Iwan Kotlarewski.

## Historia
Uczelnia została założona w roku 1917 jako Charkowskie Konserwatorium. Powstało no w miejsce szkoły muzycznej istniejącej od 1883 roku pod patronatem charkowskiego oddziału Cesarskiego Rosyjskiego Towarzystwa Muzycznego. W 1924 Konserwatorium przekształciło się w Instytut Muzyki i Dramatu, w roku 1934 powrócono do statusu konserwatorium. Równolegle działała szkoła teatralna, która w 1939 została przekształcona w Państwowy Instytut Teatralny.

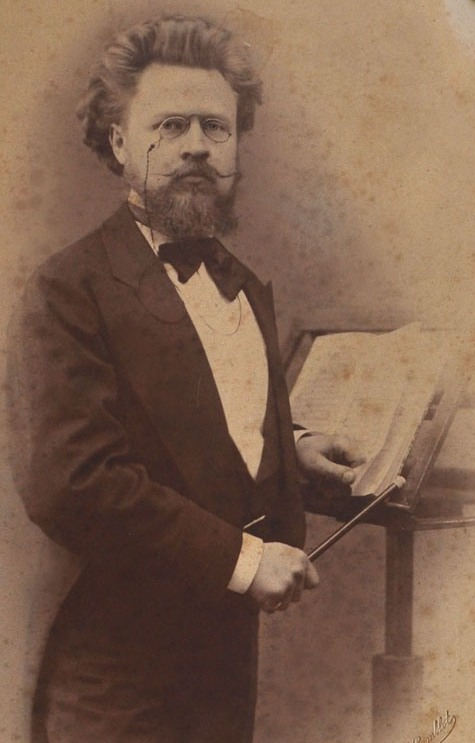
Ilia Slatin, pierwszy dyrektor Charkowskiego Konserwatorium.

Państwowe Konserwatorium w Charkowie działało do roku 1963 i kształciło studentów na ośmiu kierunkach: pianistyka, zespoły i instrumenty ludowe, wokalistyka, dyrygentura chóralna, muzykologia, kompozycja oraz teoria muzyki. W 1963 Konserwatorium i Państwowy Instytut Teatralny zostały przekształcone w Charkowski Państwowy Instytut Sztuki im. Iwana Kotlarewskiego. 17 marca 2004 Rada Ministrów Ukrainy przekształciła uczelnię w Uniwersytet Artystyczny im. Iwana Kotlarewskiego, a w roku 2011 został jej przyznany status narodowej instytucji.
Doktorami honoris causa uczelni są między innymi kompozytor Krzysztof Penderecki (2010) i śpiewak Wołodymyr Łukaszew.
Uniwersytet współpracuje m.in. z Akademią Muzyczną im. Karola Szymanowskiego w Katowicach (od 2011).

## Struktura

### Wydział Muzyczny
- Pianistyka
- Zespoły operowe
- Koncertmistrzostwo
- Teoria muzyki
- Historia muzyki ukraińskiej i światowej
- Krytyka muzyczna
- Kompozycja
- Dyrygentura chóralna
- Śpiew solowy
- Śpiew operowy

### Wydział Orkiestrowy
- Zespoły
- Instrumenty smyczkowe
- Instrumenty dęte
- Instrumenty perkusyjne
- Dyrygentura
- Ukraińskie instrumenty ludowe
- Instrumentalistyka

### Wydział Teatralny
- Reżyseria dramatu
- Aktorstwo dramatyczne
- Aktorstwo i reżyseria teatru lalek
- Teatrologia